# Опсада Ла Рошела
Опсада Ла Рошела вођена је 1627-1628. године током Хугенотских устанака. Извршио ју је кардинал Ришеље, а завршена је предајом града.

## Увод
Кардинал Ришеље је у свом политичком програму стављао интересе државе испред интереса вере. Често је говорио да више воли француског хугеноту од Шпанца. У апсолутистичкој монархији, сматрао је Ришеље, не треба имати места за хугенотску државу у држави. Међутим, користећи се слабошћу краљеве власти, хугеноти 1621. године оснивају државу на југу Француске. Они су почели да убирају порезе у своју корист, постављали своје команданте, игнорисали краљеве прекоре... Ришеље је решио да једном за свагра ликвидира политичка права хугенота. Опсео је центар хугенотске државе – тврђаву Ла Рошел.

## Опсада
Упркос помоћи коју су јој пружали Енглези, тврђава је опкољена и са копна и са мора. Подигнута је огромна брана од 1500 метара. На тај начин су становницима Ла Рошела пресечене све комуникације. Енглези су се појавили надомак града, али су одустали од борбе. У граду је од глади помрло 16.000 људи.
Дана 28. октобра 1628. године град се предао. Ришеље склапа уговор са ларошелском буржоазијом и дозвољава хугенотима слободно испољавање вере. Потом је упутио своју војску у Лангдок и приморао војводу Рогана на предају.

## Алески едикт милости
Ришеље је потврдио одредбе Нантског едикта Алеским едиктом милости. Међутим, хугенотима је у замену за слободу вероисповести одузео све тврђаве и гарнизоне које су едиктом стекли. Хугенотска република престала је да постоји.